# Jest mi lekko
Jest mi lekko – polski telewizyjny film fabularny z 1982 roku w reżyserii Janusza Kidawy. Zdjęcia kręcono w Rajczy, Wiśle i Milówce.

## Obsada
- Renata Zarębska
- Piotr Probosz
- Wincenty Grabarczyk
- Aleksander Fogiel
- Marek Gołębiowski
- Mieczysław Całka
- Leon Niemczyk
- Władysław Kornak
- Jolanta Juraszek
- Magdalena Sokołowska
- Henryk Stanek
- Jarosław Bułka
- Jadwiga Duraj
- Roch Sygitowicz
- Wawrzyn Pytlarz
- Marek Stankiewicz
- Michał Leśniak